# 515 v.Chr.

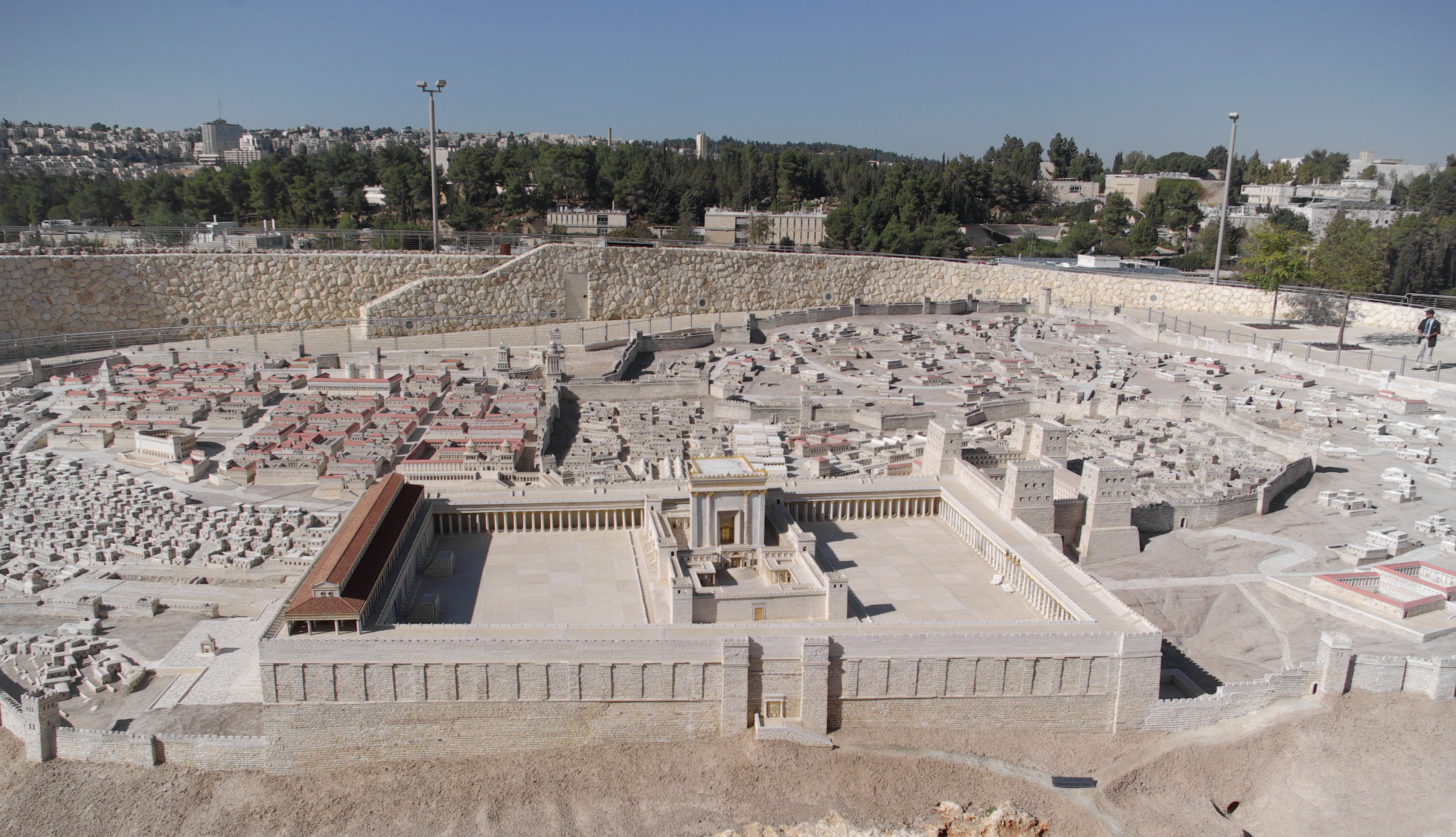
De (tweede) Joodse Tempel in Jeruzalem

Het jaar 515 v.Chr. is een jaartal volgens de christelijke jaartelling.

## Gebeurtenissen

### Palestina
- In Jeruzalem wordt de Tweede Tempel gewijd. De tempeldienst met zijn offerandes worden hervat.

## Religie
- Begin van de Zugot periode: deze periode valt samen met de periode van de Tweede Tempel en duidt erop dat het spirituele leiderschap van het Joodse volk in handen is van vijf generaties van zugot ("paren") religieuze leraren.